# دریا دورماز
دریا دورماز (انگلیسی: Derya Durmaz؛ زادهٔ ۳ سپتامبر ۱۹۷۳) بازیگر اهل ترکیه است. 